# Georgios Koundouriotis

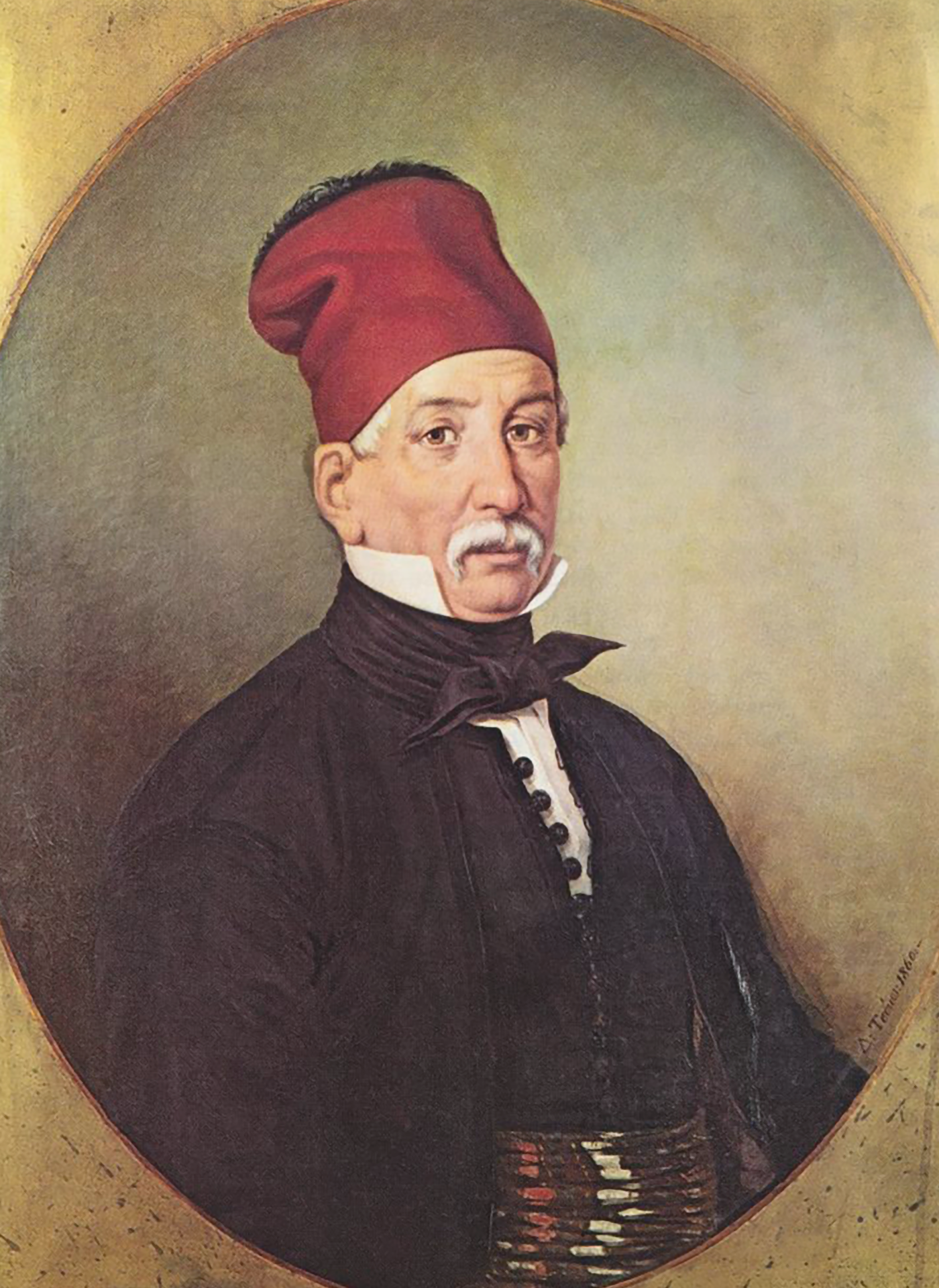
Georgios Koundouriotis

Georgios Koundouriotis (griechisch Γεωργιος Κουντουριώτης, albanisch Gjergj Kondurioti, * 1782 auf der Insel Hydra; † 1858) war ein griechischer Politiker und ehemaliger Ministerpräsident, arvanitischem Ursprungs.

## Familie
Koundouriotis entstammte einer arvanitischen Familie von der Insel Hydra.
Er war Bruder des Unabhängigkeitskämpfers Lazaros Koundouriotis. Sein Enkel Pavlos Koundouriotis war Admiral und Präsident der Hellenischen Republik.

## Politische Laufbahn

### Unabhängigkeitskampf
Nach dem Beginn des Unabhängigkeitskampfes 1821 unterstützte er zusammen mit seiner Familie mit großzügigen Spenden und Schiffen diese Bestrebungen. Während dieser Zeit war er oftmals mit anderen Seekapitänen uneinig. Er war Mitglied des Exekutivkomitees der Revolution. Vom 31. Dezember 1823 bis zum 26. April 1826 war er Präsident der Exekutive und damit de facto Ministerpräsident während der Belagerung von Messolongi.

### Aufstieg zum Ministerpräsidenten
Nach der Unabhängigkeit war er Mitglied des Kabinetts des ersten Gouverneurs Ioannis Kapodistrias. Nach der Ermordung von Kapodistrias wurde er zum Präsidenten des Senats gewählt. Vom 22. April bis 18. August 1832 war er zudem Präsident der Gouvernementkommission.
Koundouriotis trat wegen seiner Abneigung gegenüber der Russischen Partei (Ρωσικό Κóμμα) anders als die meisten Politiker von Hydra nicht der Englischen Partei (Αγγλικό Κóμμα), sondern der Französischen Partei (Γαλλικό Κόμμα) bei.
Mit Datum vom 1. Märzjul. / 13. März 1836greg. verlieh ihm König Ludwig I. von Bayern das Komturkreuz des Verdienstordens der Bayerischen Krone.
Vom 19. März bis zum 17. Oktober 1848 war er für kurze Zeit Ministerpräsident.
Sein Anwesen auf Hydra wurde 1991 vom Kulturministerium gekauft und zu einem Museum umgebaut, das unter anderem eine Ausstellung zur neueren Geschichte von Hydra zeigt.